# Divorciadas (telenovela)
Divorciadas é uma telenovela mexicana, produzida pela Televisa e exibida em 1961 pelo Telesistema Mexicano.

## Elenco
- Ariadna Welter
- Ofelia Guilmáin
- Susana Cabrera
- Manolita Saval
- Dina de Marco
- Germán Robles
- Ramón Bugarini